# Sidney Obissa
Sidney Obissa, né le 4 mai 2000 à Libreville au Gabon, est un footballeur international gabonais qui occupe le poste de défenseur.

## Biographie

### En club
Après avoir été formé dans différents clubs de la région lyonnaise, puis à Bourg-en-Bresse 01, il rejoint l'AC Ajaccio en juillet 2019. Pour sa première saison, il évolue avec l'équipe réserve en National 3. Il fait trois apparitions dans le groupe professionnel avant l'arrêt des championnats à cause de la pandémie de Covid-19. Le 3 juillet 2020, il signe son premier contrat professionnel d'une durée de 3 ans.

### En équipe nationale
Il reçoit sa première sélection en équipe du Gabon le 11 octobre 2020, en amical contre le Bénin (défaite 2-0).